# Astatinae
Astatinae is een onderfamilie van vliesvleugelige insecten van de familie van de graafwespen (Crabronidae).

## Geslachten
- Dinetus  (1)